# Battaglia della Strėva
La battaglia della Strėva, Strebe, o Strawe venne combattuta il 2 febbraio 1348 tra l'ordine teutonico e il Granducato di Lituania sulle rive del fiume Strėva, un affluente settentrionale del fiume Nemunas, nei pressi dell'odierna Žiežmariai. Il cronista Wigand di Marburgo esaltò tale scontro raccontandolo come una grande vittoria dei crociati: egli affermava infatti che circa 18 000 lituani persero la vita o annegarono nel corso d'acqua, mentre solo 8 cavalieri e una sessantina di soldati morirono dalla parte dell'ordine. Si pensa che Narimantas e Manvydas, due dei figli di Gediminas, granduca di Lituania, siano stati uccisi nella battaglia.

## Campagna e battaglia
Nel 1347, i cavalieri teutonici furono testimoni di un afflusso di crociati dalla Francia e dall'Inghilterra, in quanto era stata stipulata una tregua durante la guerra dei cent'anni. La spedizione iniziò alla fine di gennaio del 1348, ma a causa del maltempo, la maggior parte delle forze non procedette oltre Insterburg. Un piccolo contingente guidato dal gran comandante e futuro Gran maestro Winrich von Kniprode invase e saccheggiò la Lituania centrale (probabilmente tra Semeliškės, Aukštadvaris, Trakai) per una settimana prima di essere affrontato dalle truppe lituane. L'esercito di questi ultimi comprendeva uomini provenienti dalle regioni orientali (Volodymyr-Volyns'kyj, Vicebsk, Polock, Smolensk), evento che dimostra che l'armata era stata radunata da tempo, probabilmente al fine di avviare una campagna nello Stato monastico.
Quando i due schieramenti si incontrarono, i cavalieri si trovavano in una posizione difficile: potevano attraversare il fiume Strėva ghiacciato solo pochi uomini alla volta e una volta che la maggior parte delle loro forze l'avesse attraversata, chi fosse rimasto sarebbe stato annientato. I crociati godevano di scorte limitate e non potevano aspettare: allo stesso modo, anche i lituani guidati da Kęstutis o Narimantas disponevano di pochi approvvigionamenti. Pertanto, decisero di attaccare lanciando frecce e lance, ferendo un gran numero di avversari. Tuttavia, in quello che sembrava essere il momento più critico, i teutonici contrattaccarono con la loro cavalleria pesante e i lituani persero il controllo della situazione. Le fonti riportano che ad annegare nel fiume furono così tanti uomini che i cavalieri avrebbero potuto attraversarlo "senza bagnarsi i piedi". Tuttavia, la veridicità di tale episodio è contestata dalla storiografia moderna: il fiume Strėva è poco profondo, soprattutto durante l'inverno in quanto ghiacciava, e non sarebbe stato possibile che così tanti uomini affogassero.

## Conseguenze
A seguito della sconfitta, i lituani ne uscirono indeboliti: lo stesso anno i cavalieri attaccarono e saccheggiarono l'area di Šiauliai senza incontrare una grande opposizione e distrussero un castello presente a Veliuona. A est, la Lituania perse influenza a Pskov e Novgorod nel 1348, così come a Smolensk l'anno successivo: i vincenti attribuirono l'impresa alla Vergine Maria e, in suo onore, il Gran maestro Winrich von Kniprode fondò un convento cistercense a Königsberg e un convento francescano a Wehlau. Tuttavia, a causa del cambio nel ruolo di comando (il Gran maestro Heinrich Dusemer non versava in buone condizioni di salute, tanto che morì nel 1353) e la diffusione della peste nera, i teutonici non riuscirono a trarre appieno vantaggio da una delle più gravi sconfitte del Granducato.